# Razão social
Razão social é o nome ou termo registrado sob o qual uma pessoa jurídica se individualiza e oficialmente exerce suas atividades. Trata-se da denominação e da assinatura pela qual uma empresa se utiliza em documentos oficiais, escrituras, contratos e outros, podendo este ter ou não uma relação com o nome fantasia desta empresa.
A razão social diferencia-se do nome fantasia que geralmente é o nome dado a um estabelecimento, serviço ou marca que permite a esta empresa ser reconhecida junto ao público. A razão social também pode ser chamada de nome jurídico da empresa, sendo uma informação imprescindível para identificar a mesma, junto ao seu número de CNPJ.

## Composição
Uma razão social geralmente é composta por três partes: uma designação, nome ou marca, o ramo de atividade desta empresa e seu enquadramento ou constituição legal. Em alguns casos de filiais de empresas estrangeiras, esta poderá incluir o país onde a empresa está estabelecida.

### Exemplos de razões sociais de empresas
- Organizações Globo Participações S.A (Grupo Globo)
- Ultrafarma Saúde EIRELI (Ultrafarma)
- Casas Guanabara Comestíveis Ltda. (Supermercados Guanabara)
- IGB Eletrônica S.A. (Gradiente)
- Apple Computer Sistemas de Computação, Indústria, Comércio, Representação, Exportação e Importação Ltda. (filial brasileira da Apple Inc.)
- General Motors do Brasil (filial brasileira da General Motors Company)

No caso de pessoas jurídicas registradas no Brasil sob o regime de microempreendedor individual (MEI), a razão social é composta pelo nome completo do empresário e o número de seu cadastro de pessoa física (CPF) em sequência - exemplo: João de Castro 000.000.000-00.